# Sockpuppet

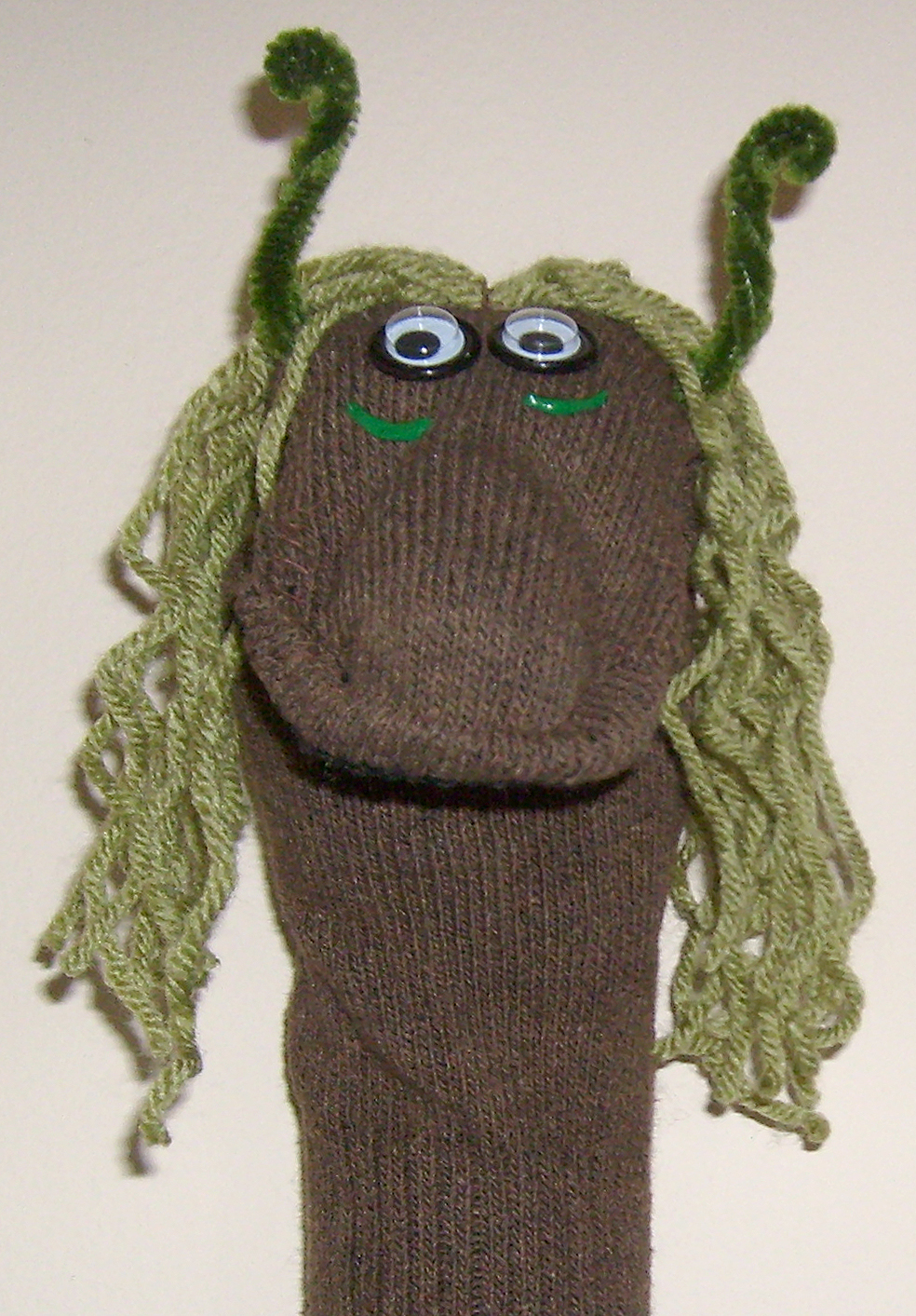
Un titella, que pren el nom de Sockpuppet a Internet.

Un Sockpuppet (o titella) és un terme despectiu per a una identitat falsa utilitzada amb fins fraudulents dins d'una comunitat d'internet.
En els casos més simples, un titella defensa o lloa al seu titellaire. El que tenen en comú no és que es limiti a publicar alguna cosa sota un pseudònim, sinó amagar la veritable motivació que hi ha darrere de l'opinió expressada.

## Història
El terme "sockpuppet" va ser utilitzat per primera vegada el 9 de juny de 1993, però no va arribar a ser comú entre els grups d'Usenet fins al 1996. La primera vegada que fou usat a Usenet va ser en referència a Earl Curley, que utilitzava diversos pseudònims per defensar els seus arguments i denigrar els seus oponents.